# Vallons obscurs de Nice et de Saint Blaise
Vallons obscurs de Nice et de Saint Blaise este o arie protejată (sit de importanță comunitară — SCI) din Franța întinsă pe o suprafață de 453 ha, integral pe uscat.

## Localizare
Centrul sitului Vallons obscurs de Nice et de Saint Blaise este situat la coordonatele 43°49′09″N 7°13′09″E / 43.81917°N 7.21917°E.

## Înființare
Situl Vallons obscurs de Nice et de Saint Blaise a fost declarat arie specială de conservare în baza directivei 92/43 din 1992 referitoare la conservarea habitatelor naturale și a faunei și florei sălbatice pentru a proteja 6 specii de animale.

## Biodiversitate
Situată în ecoregiunea mediteraneană, aria protejată conține 12 habitate naturale: Izvoare petrifiante cu formare de travertin (Cratoneurion), Păduri pe pante, grohotișuri și ravene de Tilio-Acerion, Păduri de Quercus ilex și Quercus rotundifolia, Tufișuri de Laurus nobilis, Ape puternic oligomezotrofe cu vegetație bentonică cu Chara spp., Pajiști umede mediteraneene cu ierburi înalte de Molinio-Holoschoenion, Liziere de ierburi înalte hidrofile de câmpie și de nivel montan până la alpin, Râuri mediteraneene cu debit intermitent, cu specii de Paspalo-Agrostidion, Păduri aluvionare cu Alnus glutinosa și Fraxinus excelsior (Alno-Padion, Alnion incanae, Salicion albae), Pseudostepă cu ierburi și specii anuale de Thero-Brachypodietea, Păduri de pin mediteraneene cu pini mezogeni endemici, Păduri de Ilex aquifolium.
La baza desemnării sitului se află mai multe specii protejate:
- amfibieni (1): Speleomantes strinatii
- nevertebrate (4): croitorul mare al stejarului (Cerambyx cerdo), fluturele de noapte (Eriogaster catax), Euplagia quadripunctaria, rădașcă (Lucanus cervus)
- pești (1): Barbus meridionalis

Pe lângă speciile protejate, pe teritoriul sitului au mai fost identificate 11 specii de plante, 1 specie de păsări, 1 specie de mamifere, 1 specie de reptile.